# Нарукавный шеврон

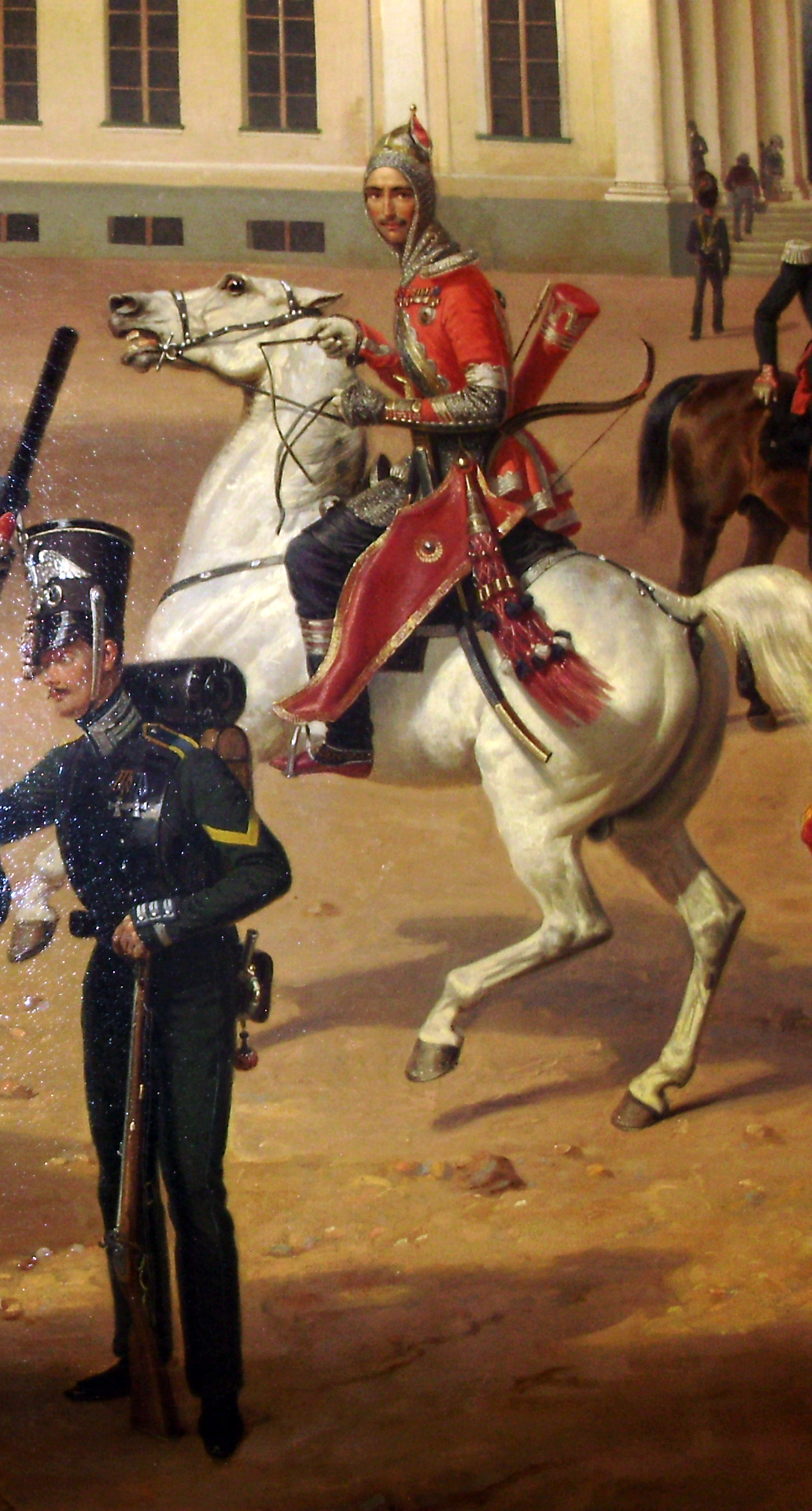
Нашивка (стропило) на рукаве формы одежды, фрагмент картины «Русская гвардия в Царском Селе в 1832 году», Франц Крюгер.

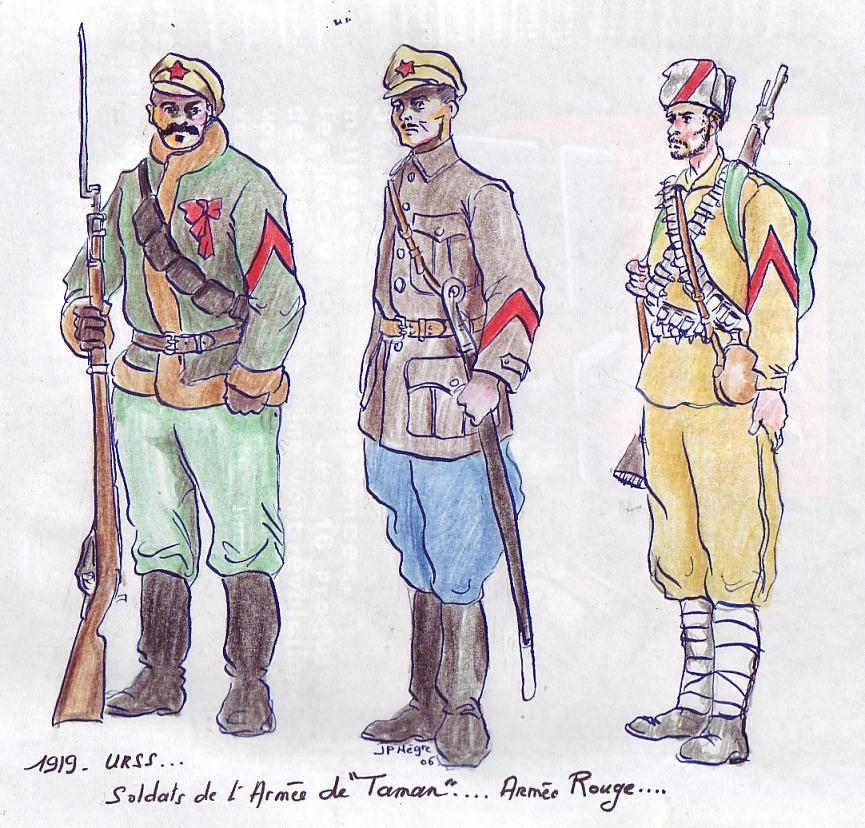
Стропила (шевроны) на форме одежды бойцов и командиров Таманской армии, РККА времён Гражданской войны, 1919 год.

Нарукавный шеврон — знак различия (шеврон) принадлежности к формированию, воинского звания, выслуги лет и так далее, на рукавах военной форме одежды.
На постсоветском пространстве за нарукавными нашивками-эмблемами закрепился некорректный термин «шеврон». Настоящий шеврон в свою очередь — это не что иное, как V-образный символ.

## История
Первые знаки отличия на одежде появились в Древнем Китае — их носили гражданские люди, и они обозначали должности чиновников. Примерно тогда же появились прообразы военных нашивок. Широко известны нашивки римских легионеров.
Впоследствии такого рода опознавательные знаки распространились по всей Европе.
Само название «шеврон» появилось в Средние века. Оно происходит от фр. chevron, что означает «стропила», в первую очередь, корабельные. Это память о тех временах, когда офицеры парусного флота нашивали треугольные (в форме стропил) знаки на рукава камзолов, чтобы во время схватки можно было легко распознать своих командиров. Позднее появилось множество отличных от треугольной форм шевронов, но название уже закрепилось. Сначала шеврон обозначал старшинство военнослужащего, затем эти знаки различия стали использоваться также для обозначения продолжительности службы, количества ранений военнослужащего, и тому подобное.
Нашивки, из желтой тесьмы (басона), на левом рукаве обмундирования, выше локтя, углом книзу (стропило), до издания положения о всеобщей воинской повинности в Российской империи давались нижним чинам как знак отличия (награда) за 6-летнюю беспорочную службу в вооружённых силах. Позднее в гвардии, армии, на флоте и так далее нашивки (стропила) на рукаве, выше локтя, из серебряного или золотого галуна, давались за сверхсрочную службу. Размещались нашивки на левом рукаве обмундирования в соответствии с руководящими документами, ниже локтя, углом книзу, и давались в ВС России:
- при самом поступлении на сверхсрочную службу — узкий серебряный галун[2];
- по окончании второго года сверхсрочной службы — широкий серебряный[2];
- по окончании четвертого года сверхсрочной службы — узкий золотой[2];
- по окончании шестого года сверхсрочной службы — широкий золотой[2].

На левом рукаве, военной формы одежды, ниже локтя, углом кверху, размещались нашивки у подпрапорщиков, эстандарт-юнкеров, подхорунжих и кандидатов на классную должность — вообще у нижних чинов, выполнивших условия для производства в офицеры или гражданские чиновники военного ведомства, но не производимых в них или по неимению вакансий, или за невыслугой обязательного срока службы в нижнем звании.

Стропила (шевроны) носятся на рукавах или погонах форменной одежды солдат, курсантов, сержантов, унтер-офицеров, в армиях, авиациях, флотах и так далее для обозначения воинских званий и числа лет службы для военнослужащих службы по контракту, также служат для обозначения принадлежности к какой-либо организации, министерства и учреждения
Образцы шевронов

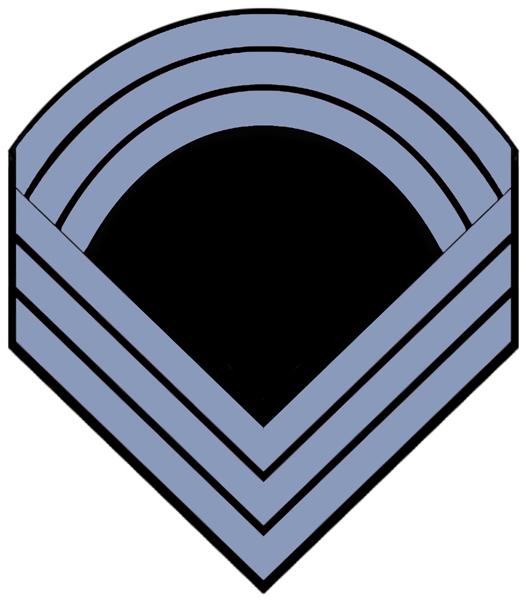
Знак различия сержант-майора армии Конфедеративных Штатов Америки
Знак различия Рядового 1 класса Корпуса морской пехоты США
Нарукавные нашивки знаков различия персонального звания Маршал Советского Союза.
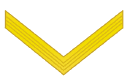
Классический нарукавный шеврон (шеврон комбрига РККА, 1935 — 1940 года.).
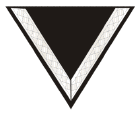
Шеврон старого бойца для старейших членов СС, носился на правом рукаве